# 어 타임 투 리브
《어 타임 투 리브》(영어: A Time to Live)는 미국에서 제작된 릭 월리스 감독의 1985년 텔레비전 영화이다. 메리루 와이스먼이 1982년에 출간한 자전 수필을 원작으로 한다. 라이자 미넬리 등이 주연으로 출연하였고, 블루 안드레이 등이 제작에 참여하였다. 미넬리의 첫 텔레비전 영화 출연작이다. 1985년 10월 28일 NBC에서 최초 방영되었다.
1986년 이 작품으로 라이자 미넬리는 제43회 골든 글로브상 미니시리즈·텔레비전 영화 부문 여우주연상을, 코리 헤임은 제8회 젊은 예술가상 텔레비전 스페셜·텔레비전 영화 부문 남우주연상을 수상했다.

## 줄거리
메리루(라이자 미넬리 분)의 아들 피터(코리 헤임 분)는 2살 때 근이영양증이라는 진단을 받는다. 의사는 근위축증이 서서히 진행된 끝에 폐렴으로 사망하게 될 것이라고 예후한다. 근본 원인은 외가 쪽의 유전이라는 분석을 듣고 메리루는 스스로를 책망한다. 그러나 곧 피터가 남은 생애 동안 최고의 추억을 남길 수 있도록 남편 래리(제프리 더먼 분)와 함께 노력한다. 영화의 말미에 피터는 결국 폐렴으로 사망한다.

## 출연진
- 라이자 미넬리 - 메리루 와이스먼 역
- 제프리 더먼 - 래리 와이스먼 역
- 스우시 커츠 - 퍼트리샤 역
- 스콧 슈워츠 - 애덤 와이스먼 역
- 코리 헤임 - 피터 와이스먼 역
- 헨리 G. 샌더스 - 프레드 역
- 켄 포그 - 의사 도랜 역

## 제작진
- 세트: 프랑수아 세갱
- 의상: 루이즈 조뱅